# چیتل
چیتل (به لاتین: Chitl) یک منطقهٔ مسکونی در روسیه است که در داغستان واقع شده‌است.